# Michotamia coarctata
Michotamia coarctata là một loài ruồi trong họ Asilidae. Michotamia coarctata được Macquart miêu tả năm 1855. Loài này phân bố ở vùng nhiệt đới châu Phi.